# Kurgha (Gulmi)
Kurgha (en népalais : कुर्घा) est un comité de développement villageois du Népal situé dans le district de Gulmi. Au recensement de 2011, il comptait 3 112 habitants.